# Jason Isbell
Jason Isbell (Greenhill, 1º febbraio 1979) è un cantautore e chitarrista statunitense conosciuto per aver militato come chitarrista nei Drive-By Truckers, essere cantautore nonché leader del gruppo Jason Isbell and the 400 Unit.

## Biografia
Nato in una famiglia presente da otto generazioni in Alabama, entrò nel 2001 nel gruppo dei Drive-By Truckers durante il tour seguito alla pubblicazione di Southern Rock Opera. Con il gruppo rimase per i successivi tre album e collaborò anche in veste di compositore. In questo periodo era sposato con Shonna Tucker che entrò nel ruolo di bassista nel gruppo dopo l'entrata di Isbell. I due successivamente divorziarono.
Nel 2007 Isbell uscì amichevolmente dal gruppo ed iniziò la carriera solista. Il primo album fu Sirens of the Ditch per New West Records sempre del 2007, disco dai sapori blues dalla lunga gestazione (ben quattro anni), a cui collaborò Spooner Oldham, già collaboratore di Aretha Franklin e Neil Young oltre a tre musicisti dei Truckers. Dopo un disco dal vivo Isbell mise assieme un gruppo, the 400 Unit composto da Derry DeBorja (tastiere, già con Son Volt), Jimbo Hart (basso) e Chad Gamble. Con questa formazione ha pubblicato nel febbraio 2009 l'album Jason Isbell and The 400 Unit per la Lightning Rod Records.
Due anni dopo è uscito il secondo lavoro del gruppo intitolato Here We Rest, prodotto dal gruppo e pubblicato sempre per Lightning Rod Records. Nell'estate del 2012 il gruppo fece da spalla al tour europeo di Ryan Adams. Nel 2013 ha pubblicato il primo album da solista, Southeastern, in cui suona la violinista e moglie Amanda Shires e duetta con Kim Richey. L'album ha avuto un buon successo commerciale raggiungendo il numero 23 della Top 200 di Billboard.

## Formazione dei 400 Unit
- Jason Isbell (chitarra e voce)
- Derry DeBorja (tastiere) in precedenza con i Son Volt
- Jimbo Hart (basso)
- Chad Gamble (batteria) fratello di Al Gamble

## Discografia

### Album in studio
- 2007 - Sirens of the Ditch
- 2009 - Jason Isbell and The 400 Unit
- 2011 - Here We Rest
- 2013 - Southeastern (Relativity Southeastern)
- 2015 - Something More Than Free
- 2017 - The Nashville Sound
- 2020 - Reunions
- 2021 - Georgia Blue
- 2023 - Weathervanes
- 2025 - Foxes in the Snow

### Album dal vivo
- 2008 - Live at Twist & Shout 11.16.07
- 2012 - Live from Alabama